# You and Me (Takasa-dal)
A You and Me (magyarul: Te és én) egy dal, amely Svájcot képviselte a 2013-as Eurovíziós Dalfesztiválon. A dalt a svájci Takasa együttes (eredeti nevükön Heilsarmee) adta elő angol nyelven Malmőben.
A dal a 2012. december 15-én rendezett svájci nemzeti döntőben nyerte el az indulás jogát, ahol a nézők szavazatai alakították ki a végeredményt. A dal az első helyen végzett a kilencfős mezőnyben, ahonnan továbbjutott a háromfős szuperdöntőbe, és ott is első lett.
Az Eurovíziós Dalfesztiválon a dalt a május 16-án rendezett második elődöntőben adták elő, a fellépési sorrendben tizenhatodikként, a grúz Nodi és Sopho Waterfall című dala után és a román Cezar It’s My Life című dala előtt. Az elődöntőben 41 ponttal a tizenharmadik helyen végzett, így nem jutott tovább a döntőbe.

## Külső hivatkozások
- Dalszöveg
- Videóklip
- A dal előadása a svájci nemzeti döntőben
- A dal előadása a 2013-as Eurovíziós Dalfesztivál második elődöntőjében